# På promenad genom stan
På promenad genom stan, släppt 17 september 2003, var den tredje singeln  av Per Gessle  från albumet Mazarin. Per Gessle skrev texten till "På promenad genom stan" 1985 och melodin 1997 . Sången handlar om en promenad genom Halmstad i juni. Den spelades in i duett med Marie Fredriksson från Roxette, efter att hon insjuknat i cancer i september 2002.

## Singeln

### Låtlista
1. På promenad genom stan - 3:22
2. Inte tillsammans, inte isär - 2:53 (2 timmars T&A demo 28 juni 2003)

### Listplaceringar
På den svenska singellistan låg singeln i sammanlagt 13 veckor, med en tjugondeplats som högsta placering.
| Lista (2003) | Position |
| ------------ | -------- |
| Sverige      | 20       |

## Övriga resultat
Melodin testades på Svensktoppen, och tog sig in på listan den 23 november 2003  och nådde sedan femte plats som högsta placering. Den 28 december 2003 avslutades besöket på Svensktoppen, som totalt varade i sex veckor  innan låten lämnade listan .
På Trackslistan låg den som nykomling på tredje plats den 20 september 2003. Den tillbringade totalt sex veckor på Trackslistan, och låg där sista gången den 25 oktober 2003.